# Als je gaat (Kenny B)
Als je gaat is een single van Kenny B uit 2015. Het was zijn eerste single in het Nederlands. Kenny B schreef het nummer met Joost Jellema en Memru Renjaan.
De primeur was bij de jongerenomroep FunX, en NPO Radio 2 riep het nummer uit tot Top Song. Het nummer stond zeven weken in de Single Tip (van de Single Top 100) met nummer 1 als hoogste notering, maar bereikte de algemene hitlijsten niet. Wel stond het 16 weken in de Oranje Top 30 met nummer 10 als hoogste notering. Enkele maanden later bracht de zanger het lied uit op zijn album Kenny B. In de Suriname Top 40 stond het zes weken in de top 10.
Het lied gaat over een relatie die niet goed loopt tussen twee mensen die heel verschillend zijn. Maar als ze gaat, weet hij niet meer waarvoor hij nog moet leven en wil hij haar niet laten gaan. Van het lied is ook een videoclip gemaakt, waarin zij aan het eind vertrekt in een taxi.